# Parmainan
Parmainan is een bestuurslaag in het regentschap Padang Lawas van de provincie Noord-Sumatra, Indonesië. Parmainan telt 720 inwoners (volkstelling 2010).